# Arabigere-85, Kollegal
Arabigere-85 là một làng thuộc tehsil Kollegal, huyện Chamarajanagar, bang Karnataka, Ấn Độ.